# Лења пита
Лења пита је посластица од давнина. Често се прави у Србији јер се веома лако прави, а састојци су јефтини. Обично се прави са јабукама, али може и са вишњама, боровницама и другим воћем. Систематски гледано, изгледа тако што је међу две коре стави воће. Кроз време су настале различите варијанте рецепата, а свака домаћица има тајни рецепт за своју питу. 

## Састојци
У основи тесто углавном има следеће састојке:
- 3 јаја
- 1 шоља шећера
- 1 шоља уља
- 2 шоље брашна
- 1 шоља јогурта или киселог млека
- 1 прашак за пециво

## Припрема
Сви се састојци у једној посуди добро измешају и направи се тесто које је довољно тврдо да се оклагијом развукло на дасци. Потом половину тога се стави у рерну и пече, а за то време спремити воће које се за ту меру састоји од 1 килограма јабука, који се изренда или по жељи издинста са уљем. Томе се, понекад, додаје гриз, цимет, шећер или чак и неко друго воће, по укусу. Прво ставити изнад теста воће у плеху, а потом и другу половину теста изнад воћа. Када је пита печена, обично се поспе шећером у праху, а затим се исече на коцке.